# ماونت إيري (جورجيا)
ماونت إيري (بالإنجليزية: Mount Airy, Georgia)‏ هي بلدة تقع في مقاطعة هابرشام، جورجيا بولاية جورجيا في الولايات المتحدة. تبلغ مساحتها 4.8 (كم²)، وترتفع عن سطح البحر 471 م، بلغ عدد سكانها 1284 نسمة في عام 2010 حسب إحصاء مكتب تعداد الولايات المتحدة وتصل الكثافة السكانية فيها 125.8 نسمة/كم2.

## وصلات خارجية
- The US50 - Cities and Towns in Georgia State
- Georgia Cities and Towns, Facts, Map, Flag, Colleges, Government, and More